# 庫克-李文定理
庫克-李文定理（英語：Cook–Levin theorem）或者庫克定理（英語：Cook's theorem）是有关計算複雜度理論的一个定理。它證明了布尔可满足性问题（SAT问题）是NP完全問題。即：
1. 「一個布尔方程式是否存在解」这个问题本身是一个NP問題；
2. 任何其他NP问题都可以在多項式時間內被一决定型圖靈機歸約成這個問題。

庫克-李文定理是以史蒂芬·库克和利奥尼德·李文為名。
這定理一個非常重要的推论为：如果SAT问题可在多项式时间内被一确定型演算法解决，則「所有的」NP問題都存在可在多项式时间内解决之的确定型演算法。因此，有關以上這個演算法存在與否的問題等价于P/NP問題——现代的理論電腦科學中最重要的未解問題之一。

## 定義
对于一個決定性問題，如果我們可以使用非決定型圖靈機在多項式時間之內解決它，我们称它「在NP內」。
一個「布爾可滿足性問題的成員（instance）」是一個布爾表達式，或者說，一些布爾變數跟布爾邏輯運算符的組合。
对于一個表達式，如果存在某些給予布爾變數真值的方式使得這個表達式的值為真，我们称它「可滿足的」。

## 概念
給定任何NP的決定性問題，建立一個可以在多項式時間內解決此問題的非決定型圖靈機。然後，對每個輸入，建立一個布爾表示式，告訴我們這個輸入進去「是否會正確運作，停止，並且回傳答案為真」。那麼，這個表示式就是可滿足的，若且唯若這個機器正確的跑完這個輸入，並且會停止，回答這個輸入是正確的。這樣，問題「這個我們建立的表示式是否可滿足」，與問題「這個圖靈機是否會回傳"真"」就會變成等價的問題。

## 結果
這個定理的證明展現了任何NP問題都可以在多項式時間內歸約成（另外事實上，只需要對數空間）轉換成一個布爾可滿足性問題。這代表如果布爾可滿足性問題可以用圖靈機在多項式時間內解決，那麼所有NP內的問題都可以在多項式時間內解決，因此複雜度類NP就會等於複雜度類P。
NP完全的重要性在1972年因為理察·卡普的論文《組合問題之間的可還原性》而清楚的表現出來。裡面列出了二十一個有關組合和圖論的問題（卡普的二十一個NP-完全問題），證明裡面的每個均因為其難以解決而惡名昭彰的問題都是NP完全。

## 貢獻
NP完全的概念是在1960年代晚期和1970年代初期，被北美和蘇聯的研究者於同一時期分別建立起來的。在1971年的美國，史蒂芬·库克發表了他的論文《定理證明程式的複雜性》於新成立的ACM計算理論研討會內。理查德·卡普接續的論文《組合問題之間的可還原性》則藉由提出了二十一個NP-完全問題的列表，讓庫克之前的論文重新受到了注意。庫克和卡普因為這個成就得到了圖靈獎。
西奧多·P·貝克（Theodore P. Baker）、約翰·吉爾（John Gill）和羅伯特·M·梭羅維於1975年證明了使用諭示機模型解決NP-問題需要指數時間，因此對於NP-完備性的興趣又再次被提高。
在蘇聯，德赫蒂亞（M. Dekhtiar）於1969年發表了與貝克、吉爾和索洛維等同的研究。過後利奥尼德·李文的論文《通用搜尋型問題》翻譯過後出版於1973年。不過在更早的幾年之前，這論文的內容就有在演講中提到並且付印過。
李文的研究與庫克和卡普些微的不同，在於他考慮的議題專注在搜尋型問題。這類問題不僅僅是找到解答存在與否，還必須要輸出解答。他提出了六個NP-完全的搜尋型問題，並且還附加證明了一個能在最佳時間內解決這問題的演算法。

## 相關資料
1. 1 2  Karp, Richard M. . Raymond E. Miller and James W. Thatcher (editors)  (编).  (PDF). New York: Plenum. 1972: 85–103  [2011-07-20]. ISBN 0306307073. （原始内容 (PDF)存档于2011-06-29）.
2. ↑  Cook, Stephen. . . 1971: 151–158  [2011-07-20]. （原始内容存档于2020-08-06）.
3. ↑  T. P. Baker; J. Gill, R. Solovay. . SIAM Journal on Computing. 1975, 4 (4): 431–442. doi:10.1137/0204037.
4. ↑  Dekhtiar, M. . Proceedings of the USSR Academy of Sciences. 1969, 14: 1146–1148. （俄文）
5. ↑  Levin, Leonid. . Problems of Information Transmission (俄語：Проблемы передачи информации, Problemy Peredachi Informatsii). 1973, 9 (3): 265–266. （俄文）由Trakhtenbrot, B. A. . Annals of the History of Computing. 1984, 6 (4): 384–400. doi:10.1109/MAHC.1984.10036.